# Comarca Metropolitana de Sevilla
La Comarca Metropolitana de Sevilla és una comarca andalusa a la província de Sevilla, que comprèn els municipis d'Alcalá de Guadaira, Almensilla, Bormujos, Camas, Castilleja de Guzmán, Castilleja de la Cuesta, Coria del Río, Dos Hermanas, Espartinas, Gelves, Gines, Isla Mayor, La Puebla del Río, La Rinconada, Mairena del Aljarafe, Palomares del Río, Salteras, San Juan de Aznalfarache, Santiponce, Sevilla, Tomares i Valencina de la Concepción.
Limita a l'est amb la Campiña de Carmona, Campiña de Morón y Marchena i el Bajo Guadalquivir, al sud amb la Costa Noroeste de Cádiz, a l'oest amb El Aljarafe i al nord amb la Sierra Norte de Sevilla i la Vega del Guadalquivir.